# Arpella de Madagascar
L'arpella de Madagascar (Circus macrosceles) és un ocell rapinyaire de la família dels accipítrids (Accipitridae). Habita aiguamolls i praderies humides de Madagascar i les illes Comores. El seu estat de conservació es considera en perill d'extinció.